# Manuel Anguita Peragón
Manuel Anguita Peragón (Torredonjimeno, 24 de agosto de 1939-Jaén, 21 de febrero de 2018) fue un político español que militó en el PCE. Fue Teniente de alcalde de Jaén de 1979 a 1983 y diputado del Parlamento de Andalucía en las tres primeras legislaturas (1982-1994).

## Biografía
Era hermano de Miguel Anguita Peragón, alcalde de Torredonjimeno entre 1979 y 2003.
Estudió Magisterio y fue director del CEIP Santo Domingo. Entre 1979 y 1983 fue Concejal en el Ayuntamiento de Jaén. En 1982 fue elegido diputado del Parlamento Andaluz, cargo que ocupó en las tres primeras legislaturas, hasta 1994.
Publicó diversos libros de poemas y de recopilaciones de sus artículos en la prensa.